# 巴德玛罕达·阿尤谢耶娃
巴德玛罕达·阿尤谢耶娃（俄語：Бадма́-Ханда́ Аюше́ева，1979年5月28日—），本名阿尤希·巴德玛罕达，俄罗斯布里亚特族歌手。

## 生平
她于1979年5月28日出生在中国内蒙古自治区的一个布里亚特人家庭。她的曾祖父在俄国内战期间被迫从阿金草原移居到中国。
1993年，全家移居俄罗斯，定居在布里亚特共和国乌兰乌德市。自1998年以来，阿尤谢耶娃一直在“贝加尔”布里亚特国立民族歌舞剧院担任独唱歌手。她的演唱曲目中尤为珍贵的是那些在苏联时期布里亚特本土已失传、却由中国内蒙古呼伦贝尔市鄂温克旗锡尼河地区布里亚特移民保存完好的古老民谣。她拥有独特嗓音和令人沉醉的演唱风格，深深打动着听众。乐评人曾指出：“巴德玛罕达的音色清脆纯净，聆听时令人恍若听见清冽山涧奔流之声”。
其代表作《查干湖》、《纳延纳瓦》、《啊，引路的母亲》和《致母亲》深受民众喜爱。2006年她获授布里亚特共和国功勋艺术家称号，并成为首位且迄今唯一登上世界顶级艺术殿堂——纽约卡内基音乐厅的布里亚特族歌唱家。自2010年起她长期定居莫斯科。2018年3月20日，布里亚特共和国首脑阿列克谢·齐杰诺夫签署总统令，授予她布里亚特人民艺术家荣誉称号，以表彰其对保护与发展布里亚特民族文化的卓越贡献。

## 奖项
- 布里亚特共和国功勋艺术家（2006年）
- 布里亚特共和国人民艺术家（2018年）[4]

## 唱片目录
- 《纳延纳瓦》（2001年）
- 《请安》（2004年）

（以上唱片均由中国科学文化音像出版社引进中国大陆出版）